# Marcelo Rivera
Fausto Marcelo Rivera Toro (Quito, 10 de marzo de 1978) es un abogado, maestro y exdirigente estudiantil ecuatoriano que fungio como presidente de la Federación de Estudiantes Universitarios (FEUE), de la de Estudiantes Secundarios (FESE) y de la Juventud Revolucionaria (JRE). Arrestado por terrorismo y sabotaje durante el gobierno de Rafael Correa.

## Biografía

### Inicios
Nacido 10 de marzo de 1978 en la capital ecuatoriana, Quito, siendo hijo del joyero Fausto Rivera y de Norma Toro, que para finales de la década del 2000 será conserje en la Universidad Central del Ecuador. Tras ponerse su padre un taller en Quevedo, la familia se muda a dicha ciudad.
Inicia la secundaria en el Colegio Nicolás Infante Díaz, ingresando a su vez a la Juventud Revolucionaria (JRE) y en la Federación de Estudiantes Secundarios (FESE). En este tiempo llegara a ser dirigente del gobierno estudiantil. Al dejar la provincia de Los Ríos, la familia regresa a Quito donde Marcelo continuara sus estudios en el 5 de junio, colegio del que saldrá en 1997 con un bachillerato en informática. Destaca en este tiempo su rechazo a la medida de Sixto Durán-Ballén de implantar una nueva materia de religión, llegando a ser después presidente nacional de la FESE y por dos periodos consecutivos presidente de la JRE.

### Universidad
Pasa dos semestres en la Escuela Politécnica Nacional estudiando informática, pero no los termina por dificultades económicas. En 2005 ingresa a la Universidad Central del Ecuador para estudiar la carrera de ciencias de la educación de la que se gradua en septiembre de 2009 con una mención en ciencias sociales. En esta universidad pasa primero a ser presidente de su escuela, presidente de Coordinadora de Asociaciones Escuela de la Facultad de Filosofía CAEFF y representante al Consejo Universitario por Filosofía.
Con el inicio del gobierno de Rafael Correa, participará en las movilizaciones en apoyo a la formación de una Asamblea Constituyente. El 23 de mayo de 2009, el 43 Congreso de la FEUE en Cuenca nombra a Rivera como presidente nacional de la organización.

### Tiempo en prisión
El 8 de diciembre del mismo año será arrestado, acusado de agresiones al rector Edgar Samaniego tras las manifestaciones acontecidas tras las elecciones de la Facultad de Agronomía, que derivaron en la irrupción en el Consejo Universitario y la posterior intervención policial.
Sentenciado el 7 de noviembre de 2010 a tres años de prisión por terrorismo. Su sentencia sería rechazada por Rivera que se calificaría como preso político. Una de las respuestas que dieron Rivera y miembros de la FEUE fue una huelga de hambre que terminaría el 11 del mismo mes tras 27 días, debido a que el dirigente estudiantil fue trasladado de emergencia por una gastroenteritis al hospital Eugenio Espejo. El 11 de marzo de 2011 es trasladado de la Cárcel 2 del ex-Penal García Moreno a la cárcel de Lago Agrio en Sucumbios. Esta acción tomada tras una huelga de hambre realizada por 232 internos que derivó en la destitución del director de la penitenciaría.
El 12 de abril de 2012, se dicta una nueva sentencia de un año de prisión por supuestas lesiones provocadas al exdiputado del Partido Renovador Institucional Acción Nacional (PRIAN), Oswaldo Flores, durante manifestaciones a favor de Asamblea Constituyente. Esto llevara a que su estadía en prisión continúe hasta el 27 de febrero de 2013, tras beneficiarse de una reducción de condena por buena conducta, estando tres años y dos meses en prisión.

### Tras liberación
Tras salir de la cárcel, Rivera no podrá continuar su vida en Quito. Con ayuda de antiguos compañeros de la FESE y la JRE, comenzará a residir en Santo Domingo, consigue empleo como profesor en un colegio particular donde llega a ser su director. 
Tras graduarse de sus estudios a distancia, iniciados en prisión, en la Universidad Técnica Particular de Loja en Derecho, labora como asesor jurídico de distintas organizaciones afines al Frente Popular (FP) y  apoyando la creación de una universidad en la provincia. Tras la eliminación del Movimiento Popular Democrático en 2014, participa en la recolección de firmas para legalizar a Unidad Popular (UP).
Asesor jurídico de varios sindicatos de trabajadores, fundador de varias asociaciones de comerciantes, asesor jurídico de la FESE en Santo Domingo, defensor legal de los maestros afiliados a la UNE; en el 2019 Unidad Popular (UP) apoya la candidatura a la alcaldía de Wilson Erazo, es nombrado Director de Mercados y Comercio del GAD Municipal.